# Кораб 2.02
2.02 е номерът на четвърия построен космически кораб за многократно използване от програма Буран. Конструирането му започва през 1991 г. През 1993, когато е прекратена програмата, корабът е завършен едва на 10-20 %. Недостроения кораб е разглобен на части и пренесен на строителна плошадка близо до Москва. Някои части са продадени на търг в Интернет.